# Osun-Osogbo
Osun-Osogbo hay Osun Osogbo Sacred Grove là một khu rừng linh thiêng dọc theo bờ sông Oshun, ngoại ô thành phố Osogbo, Osun, Tây nam Nigeria (cách Lagos khoảng 250 km).
Rừng Osun-Osogbo bao gồm 400 loài thực vật, trong đó có 200 loài đặc hữu là các loại thảo dược tự nhiên được dùng trong y tế.
Lịch sử khoảng một thế kỷ trước, vùng đất Yorubaland có rất nhiều các khu rừng linh thiêng, nhưng sau đó hầu hết đã bị bỏ rơi hoặc bị phá hủy do quá trình đô thị hóa. Osun-Osogbo có lịch sử 400 năm, là khu rừng linh thiêng lớn nhất còn sót lại và vẫn được tôn kính. Khu rừng được cho là nơi trú ngụ của nữ thần sinh sản Osun, một trong các vị thần của người Yoruba. Nơi đây là cảnh quan rừng rậm bên những khúc sông uốn lượn, rải rác là khoảng 40 đền thờ, miếu, các tác phẩm điêu khắc cùng công trình nghệ thuật tôn vinh nữ thần Osun cùng các vị thần tạo thành nghệ thuật điêu khắc duy nhất của thế kỷ 20.
Hàng năm, lễ hội tôn giáo Osun-Osgogbo của người Yoruba diễn ra, thu hút rất đông các tầng lớp tham gia.
Với ý nghĩa và giá trị văn hóa toàn cầu, rừng thiêng Osun-Osogbo đã được UNESCO ghi nhận là di sản thế giới vào năm 2005.